# Helena Bartošová
Helena Bartošová, provdaná Blahová, poté Schützová, (11. ledna 1905 Budapešť – 8. února 1981 Rychnov nad Kněžnou) byla slovenská operní pěvkyně (česko-maďarského původu), sopranistka¸
Studovala u Frice Kafendy a Josefa Egema na Hudobné a dramatické akademii v Bratislavě. V letech 1924–1964 byla členkou Slovenského národního divadla. Po prvních menších rolích v roce 1924, debutovala následujícího roku s velkou rolí Madam Butterfly. Záhy se seznámila s tenorem Jankem Blahem, jehož byla v letech 1929–1942 manželkou. I její druhý manžel Emil Schütz byl operní pěvec, poslední léta manželé dožili v Kostelci nad Orlicí (kde se věnovali i pedagogické činnosti).
Za svoji kariéru ztvárnila 145 rolí v SND. Mezi nejznámější patří Mařenka (B. Smetana, Prodaná nevěsta), Jenúfa a Kostelnička (L. Janáček, Její pastorkyňa), Elena (V. Figuš-Bystrý, Detvan), Stella (L. Holoubek) a Elsa (R. Wagner, Lohengrin).